# 中ノ口緑地公園
中ノ口緑地公園 (なかのくちりょくちこうえん) は、富山県黒部市にある都市公園（運動公園）である。

## 概要
当時の宇奈月町が、「町民ひとり1スポーツ」を目指す一環として黒部川右岸付近（河川敷）を緑地化して整備した運動公園である。

## 沿革
個別に出典が提示されていない箇所の出典→
- 1981年2月5日 - 都市計画決定[5]。
- 1983年11月 - 着工。
- 1984年3月13日 - 工事に着手[1]。
- 1985年10月13日[5] - 野球場オープンにより、開設。
- 1986年7月 - 運動広場オープン
- 1987年5月 - テニスコート完成

## 主な施設
出典→
- 管理棟
- テニスコート（全天候6面うち人工芝4面）
- 野球場（軟式野球のみ、両翼87m、センター110m、観客席100席）
- 運動広場（サッカー1面、ソフトボール1面、アーチェリー場あり、観客席・夜間照明なし）
- マレットゴルフ・パークゴルフ場
- こども広場（芝生広場）

## 周辺の施設
- 黒部川
- 墓ノ木自然公園（当公園海側に隣接）
- 愛本橋
- 千光寺 (黒部市)
- 法福寺 (黒部市)
- 農村文化伝承館 山本家
- 黒部川明日温泉